# 피겨스케이팅 스핀

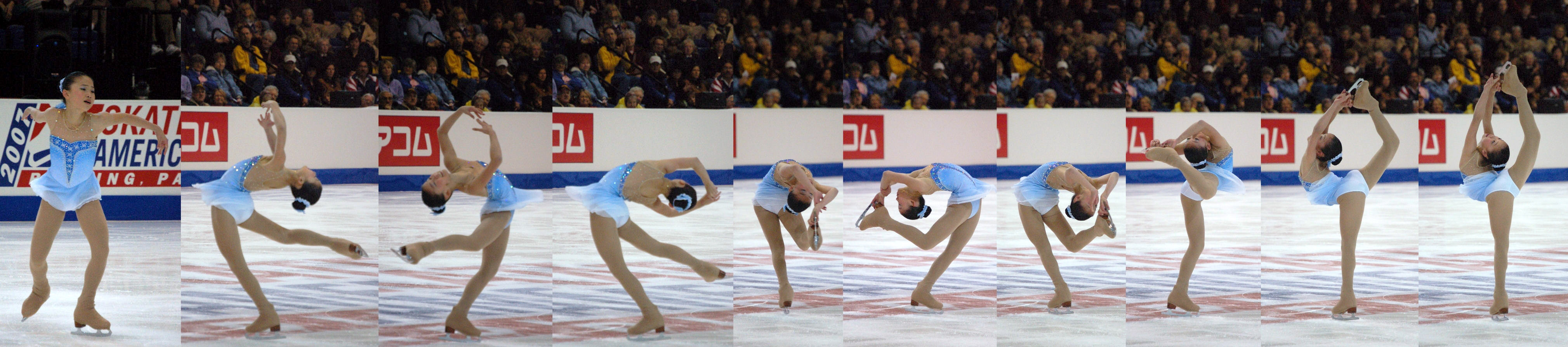

피겨스케이팅의 스핀은 하나 이상의 신체 위치를 유지하면서 회전하는 얼음판에 하나의 점을 중심으로 스케이트 선수가 회전하는 요소이다. 스케이트 선수는 발의 볼에 무게, 단지 발가락 픽업 뒤에 블레이드의 부분으로 회전한다.

## 스핀의 유형
많은 스핀이 실시되는 피트가 식별하는 스핀의 종류, 스핀의 도입 방법, 팔, 다리, 몸통의 위치가 있다. 스핀중 하나를 도보로 실시할 수 있다. 스핀은 단계 또는 점프로 입력할 수 있다. 스핀은 플라잉 스핀이라고 하는 점프에 들어갔다.

## 페어 스케이팅과 아이스 댄싱
페어 스케이팅에서 스케이트 선수는 페어 스핀과 사이드 바이 사이드 스핀을 실시한다. 사이드 바이 사이드 스핀에서, 스케이트 선수는 다음 얼음판에 서로 같은 솔로 스핀을 실시한다. 페어 스핀에서, 스케이트 선수는 서로 붙잡고 함께 회전하지만 다른 위치에 있을 수 있다. 아이스 댄싱에서, 스케이트 선수는 페어 스핀과 비슷한 댄스 스핀을 실시한다. 그들은 사이드 바이 사이드 스핀을 실시하지 않는다.